# Кабак, Николай Пантелеевич
Никола́й Пантеле́евич Каба́к (3 мая 1904, село Новополтавка, Красноярский край — 12 июня 1979) — участник Великой Отечественной войны, Герой Советского Союза, сержант.

## Биография
Родился 3 мая 1904 года в селе Новополтавка ныне Ермаковского района Красноярского края. Окончил 4 класса сельской школы. До войны работал начальником лесоучастка стеклозавода в Красноярске, а также заготовителем Ермаковского райпотребсоюза.
Призван на фронт в октябре 1941 года. Служил в составе 104-го гвардейского отдельного сапёрного батальона 89-й гвардейской стрелковой дивизии 37-й армии Степного фронта в должности командира отделения.
В октябре 1943 года под непрерывным вражеским огнём за шесть ночей переправил через реку Днепр пять пушек, двадцать миномётов, девять станковых пулемётов и более батальона пехоты. За это Указом Президиума Верховного Совета СССР от 20 декабря 1943 года был удостоен звания Герой Советского Союза.
Является участником советско-японской войны 1945 года.
Умер 12 июня 1979 года.